# Sillsjön (Horns socken, Östergötland)
Sillsjön är en sjö i Kinda kommun i Östergötland och ingår i Motala ströms huvudavrinningsområde. Sjön är 17 meter djup, har en yta på 0,52 kvadratkilometer och befinner sig 136,3 meter över havet. Sjön avvattnas av vattendraget Skjulån.

## Delavrinningsområde
Sillsjön ingår i det delavrinningsområde (641920-149244) som SMHI kallar för Inloppet i Hemsjön. Medelhöjden är 167 meter över havet och ytan är 20,02 kvadratkilometer. Det finns inga avrinningsområden uppströms utan avrinningsområdet är högsta punkten. Skjulån som avvattnar avrinningsområdet har biflödesordning 3, vilket innebär att vattnet flödar genom totalt 3 vattendrag innan det når havet efter 173 kilometer. Avrinningsområdet består mestadels av skog (79 procent). Avrinningsområdet har 1,25 kvadratkilometer vattenytor vilket ger det en sjöprocent på 6,3 procent.